# Projekt Egoistka
Projekt Egoistka – inicjatywa dla kobiet, która nie jest ruchem feministycznym i nie nakłania do buntu, lecz edukuje w zakresie Pozytywnego Egoizmu (pozytywny z łac. ugruntowany; egoizm = znawstwo swojego ego). Założona w 2010 roku przez Dagmarę i Tomasza Skalskich.
Do sierpnia 2013 kampania Pozytywny Egoizm objęła swoim zasięgiem przeszło 300 000 osób; a w ramach 14 konferencji non-profit) zorganizowanych w największych miastach pięciu województw (Warszawa, Wrocław, Poznań, Kraków, Katowice, Gdynia) twórcy projektu bezpośrednio spotkali się z kilkoma tysiącami kobiet. Działania społeczne Projektu Egoistka na rzecz kobiet doceniła m.in. Jolanta Kwaśniewska (z ramienia Fundacji Porozumienie Bez Barier) i Fundacja Centrum Praw Kobiet przyznając Tomaszowi Skalskiemu odznaczenie „białej wstążki”, a także Międzynarodowe Forum Kobiet („Nagroda Dużej Buźki 2012”) i Fundacja Wokulski („Wyróżnienie Pozytywisty Roku 2012”).
Corocznie w ramach uroczystej Gali Projekt Egoistka nagradza i honoruje tytułem Pozytywnej Egoistki Roku znane kobiety za inspirowanie innych do pozytywnych zmian i odważnego poznawania siebie. W roku 2012 tytuł Pozytywnej Egoistki został przyznany Agacie Młynarskiej; w roku 2013: Grażynie Dobroń – dziennikarce Polskiego Radia Programu Trzeciego i autorce książki „Instrukcja (Samo)Obsługi Człowieka” za budzenie świadomości w słuchaczach i inspirowanie innych do stawiania się lepszymi ludźmi.